# 陳安 (晉朝)
陳安（？—323年），字虎侯，秦州天水郡成紀縣（今甘肅省天水市秦安縣）人，中國西晉末期至五胡十六國前期人物，原為晉南陽王司馬模帳下都尉，勇猛異常，作戰時左手持七尺大刀，右手拿丈八蛇矛，平時十分厚待屬下將士，能夠與他們同甘共苦。

## 生平
出自農民世家，早年對當世社會憤世嫉俗，並說到「丈夫當軒冕杖節，安能久執犁鋤乎！」於是離開家鄉前往洛陽遊學，並在當地學習書籍。其中看了《魏志·許褚傳》感嘆許褚的為人，也自取表字為虎侯。
西晉永嘉五年（311年），永嘉之禍發生，晉懷帝司馬熾被漢國帝劉聰所俘，司馬模亦戰敗被殺。建興三年（315年），陳安遂投奔時在秦州（今中國甘肅省天水市）的司馬模之子司馬保。陳安十分為司馬保寵信，相當受到厚待。但司馬保部將張春頗為忌憚，因此進讒言謂陳安有貳心，並勸司馬保殺陳安，但被拒絕；於是張春以刺客攻擊陳安。陳安受傷，逃回原駐地，但仍持續對司馬保進貢不絕。後來陳安又任討虜將軍。
東晉太興二年（319年）司馬保自稱晉王，陳安亦自稱為秦州刺史，先降前趙，再降成漢，始率軍攻擊司馬保。但於320年司馬保為被部下張春、楊次所殺後，陳安隨即消滅張春、楊次，為司馬保報仇，將司馬保以天子之禮葬之，並諡其為元王。
322年陳安請求向前趙帝劉曜朝見，劉曜因病推辭。陳安大怒，認為劉曜已死，因此大肆劫掠，又攻擊前趙軍。一時之間隴上（今甘肅省東部）氐、羌族皆歸附陳安，部眾達十餘萬人，聲勢浩大。陳安此時遂自稱使持節、大都督、假黃鉞、大將軍、雍涼秦梁四州牧、涼王。
次年（323年），陳安再攻前趙，但反為所敗，而劉曜決定親征，派勇將平先追擊敗走逃脫的陳安，陳安兵潰，最後身邊只剩十餘騎，而敵軍逐漸近逼，於是他兩手分持刀矛，二兵器俱發，連殺五、六人；對較遠的追兵，則由左右護衛發箭射之，且戰且走。而平先也是一名驍將，行動又迅捷如飛，二人接戰，只三回合，陳安蛇矛為平先所奪。當時天色漸晚又下滂沱大雨。陳安棄馬與左右逃入山中，追兵當晚並無所獲。惟至翌日，陳安終為前趙將領呼延青人循蹤發現，遂被殺。

## 其後
- 由於陳安對將士至為優厚，他死後，隴上的人十分想念，因此為他作一首《壯士之歌》：

|  | 隴上壯士有陳安，驅幹雖小腹中寬，愛養將士同心肝。䯀驄父馬鐵瑕鞍，七尺大刀奮如湍，丈八蛇矛左右盤，十蕩十決無當前。戰始三交失蛇矛，棄我䯀驄竄嚴幽，為我外援而懸頭。西流之水東流河，一去不還奈子何！ |

䯀驄就是傳說中陳安的坐騎。劉曜聽了這首歌以後也十分感傷，因此命人傳唱。

- 後來唐朝的大詩人李白，也做了一首詩－《雜歌謠辭．司馬將軍歌（代隴上健兒陳安）》來讚美陳安：

|  | 狂風吹古月，竊弄章華台。 北落明星動光彩，南征猛將如雲雷。手中電曳倚天劍，直斬長鯨海水開。 我見樓船壯心目，頗似龍驤下三蜀。揚兵習戰張虎旗，江中白浪如銀屋。 身居玉帳臨河魁，紫髯若戟冠崔嵬。細柳開營揖天子，始知灞上為嬰孩。 羌笛橫吹阿嚲回，向月樓中吹落梅。將軍自起舞長劍，壯士呼聲動九垓。 功成獻凱見明主，丹青畫像麒麟台。 |